# ابسنت
ابسنت (به انگلیسی: Absinthe) نوعی نوشیدنی تقطیری با درصد بالای الکل است که از تقطیر گیاه انیسون، افسنتین یا رازیانه به دست می‌آید. ابسنت معمولاً به رنگ طبیعی سبز وجود دارد ولی به رنگ‌های شفاف و مصنوعی نیز تولید می‌شود. به آن جادوی سبز نیز گفته می‌شود. نوشیدنی توهم‌زا است.  در کانادا مصرف این مشروب ممنوع است.
در برخی موارد ابسنت به اشتباه لیکور گفته می‌شود. در حالی‌که ابسنت به همراه شکر در داخل بطری لیکور است. ابسنت برخلاف دیگر مشروبات الکلی که درون بطری ریخته و نوشیده می‌شود به علت بالا بودن مقدار الکل آن هنگام نوشیدن آن را باید با آب رقیق کرد.
تولید ابسنت در سوییس آغاز شد. اگرچه به عنوان یک نوشیدنی الکلی در پایان سده نوزدهم و آغاز سده بیستم میلادی در بین فرانسویان به خصوص هنرمندان و نویسندگان پاریسی رواج پیدا کرد و جزئی از فرهنگ کولی وار شد ابسنت توسط جوامع محافظه کار و قدغن گرایان در آمریکا مورد مخالفت قرار گرفت. برخی از افراد مشهور چون ونسان ونگوگ و اسکار وایلد از طرفداران ابسنت برشمرده می‌شوند.
ابسنت به عنوان یک داروی توهم زا توصیف شده‌است. اسانس شیمیایی آن که در مقدار پایین ارائه می‌شود درای اثرات منفی است. ابسنت از سال ۱۹۱۵ در آمریکا و بیشتر کشورهای اروپایی به غیر از انگلیس، اسپانیا و امپراتوری اتریش-مجارستان ممنوع شد. شواهد نشان می‌دهد که تأثیرات ابسنت چندان خطرناک‌تر از لیکور معمولی نیست و دربارهٔ تأثیرات توهم زای آن، به غیر از الکل آن، اغراق شده‌است.
پس از آن که اتحادیه اروپا اجازه تولید و فروش ابسنت را در دهه ۱۹۹۰ میلادی داد تولید ابسنت از سر گرفته شد در سال ۲۰۰۸ بیش از ۲۰۰ شرکت مختلف در ۱۲ کشور به تولید ابسنت می‌پرداختند که جمله کشورهای عمده تولیدکننده می‌توان فرانسه، سوییس و جمهوری چک را نام برد.

## آماده‌سازی

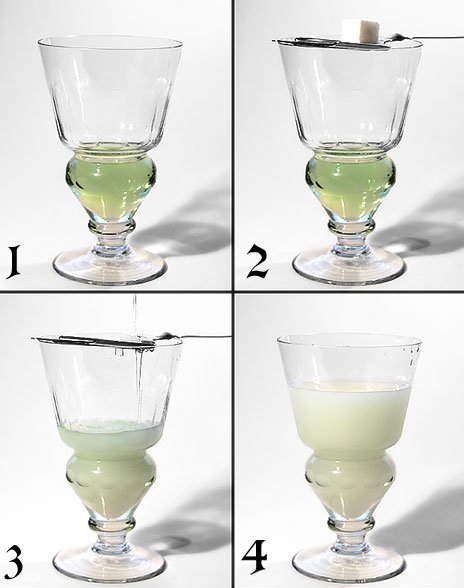
آماده کردن ابسنت به روش قدیمی

از گذشته ابسنت داخل جام‌هایی ریخته می‌شود که جایی برای قراردادن یک قاشق چاک‌دار در بالای آن وجود داشت. پس از قرار دادن یک حبه قند بر روی قاشق، آب سرد را بر روی قند می‌ریختند تا ابسنت به میزان سه به یک یا پنج به یک با آب رقیق شود. در این روش مواد سازنده درآب حل نمی‌شوند. به محصول شیری رنگ این روش لاوش گفته می‌شود. ریختن آب اهمیت خاص خود را دارد و باعث بازگشت طعم اصلی گیاه انیسون می‌شود.
معمولاً پیشخدمت در کنار ابسنت یک بطری آب یخ و شکر قرار می‌دهد. در هنگام مصرف جمعی ابسنت، آب یخ را درداخل ظرفی دارای شیر آب می‌ریزند تا افراد در کنار یکدیگر بتوانند آب را داخل جام ابسنت بریزند.
در «بارها» ابسنت در جام‌های مخصوص صرف می‌شود. این جام‌ها دارای خط نشانه خاصی هستند که میزان ابسنت ریخته شده در آن را مشخص می‌کند. استاندارد میزان ابسنت ریخته شده در این جام‌ها ۳۰ میلی‌لیتر (۱ اونس) است. اگرچه برخی از مصرف‌کنندگان ۱٫۵ اونس معادل ۴۵ میلی لیتر ابسنت می‌ریزند.
از روش‌های دیگر مصرف ابسنت، مصرف آن همراه دیگر مشروبات الکلی به صورت «کوکتل» در کشورهای انگلیس و آمریکا است. یکی از این روش‌ها «مرگ در بعد ازظهر» ارنست همینگوی می‌باشد او در کتاب خود ترکیب ابسنت با شامپاین فرانسوی را پیشنهاد می‌کند.

## تولید
تاکنون با وجود تعریف قانونی مشروباتی چون ویسکی اسکاتلندی، براندی و جین در بیشتر کشورها تعریف قانونی برای ابسنت وجود ندارد. کارخانجات محصولات خود را به نام آبسنت تولید می‌کنند، بدون اینکه تعریف قانونی یا حداقل استاندارد مربوط به آن را رعایت کنند. تولید آبسنت به دو روش تقطیر و cold mixing صورت می‌گیرد، در برخی از کشورها که تعریف مشخصی برای تولید آبسنت وجود دارد، تنها روش مجاز، تقطیر می‌باشد.
گیاهانی اصلی که برای تولید آبسنت به کار می‌روند افسنتین، انیسون و رازیانه فلورانسی می‌باشد که به سه‌گانه مقدس نیز معروفند.
خیساندن افسنتین در الکل بدون تقطیر آن باعث می‌شود که محصول به دست آمده دارای آبسنتین محلول در آب شود که ماده مفیدی برای انسان است. بهترین زمان برای تقطیر پس از عمل خیساندن و پیش از رنگ‌آمیزی است. محصولی که به‌طور مستقیم از تقطیر به دست می‌آید، دارای ۷۲ درصد الکل است.

## نگارخانه

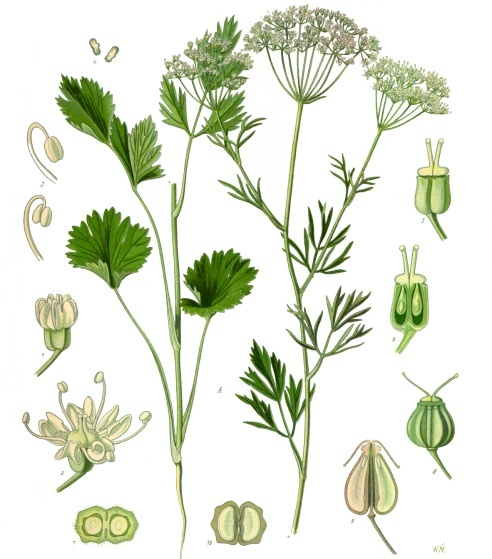
انیسون یکی از سه گونه گیاهی است که برای تولید ابسنت مورد استفاده قرار می‌گیرد.
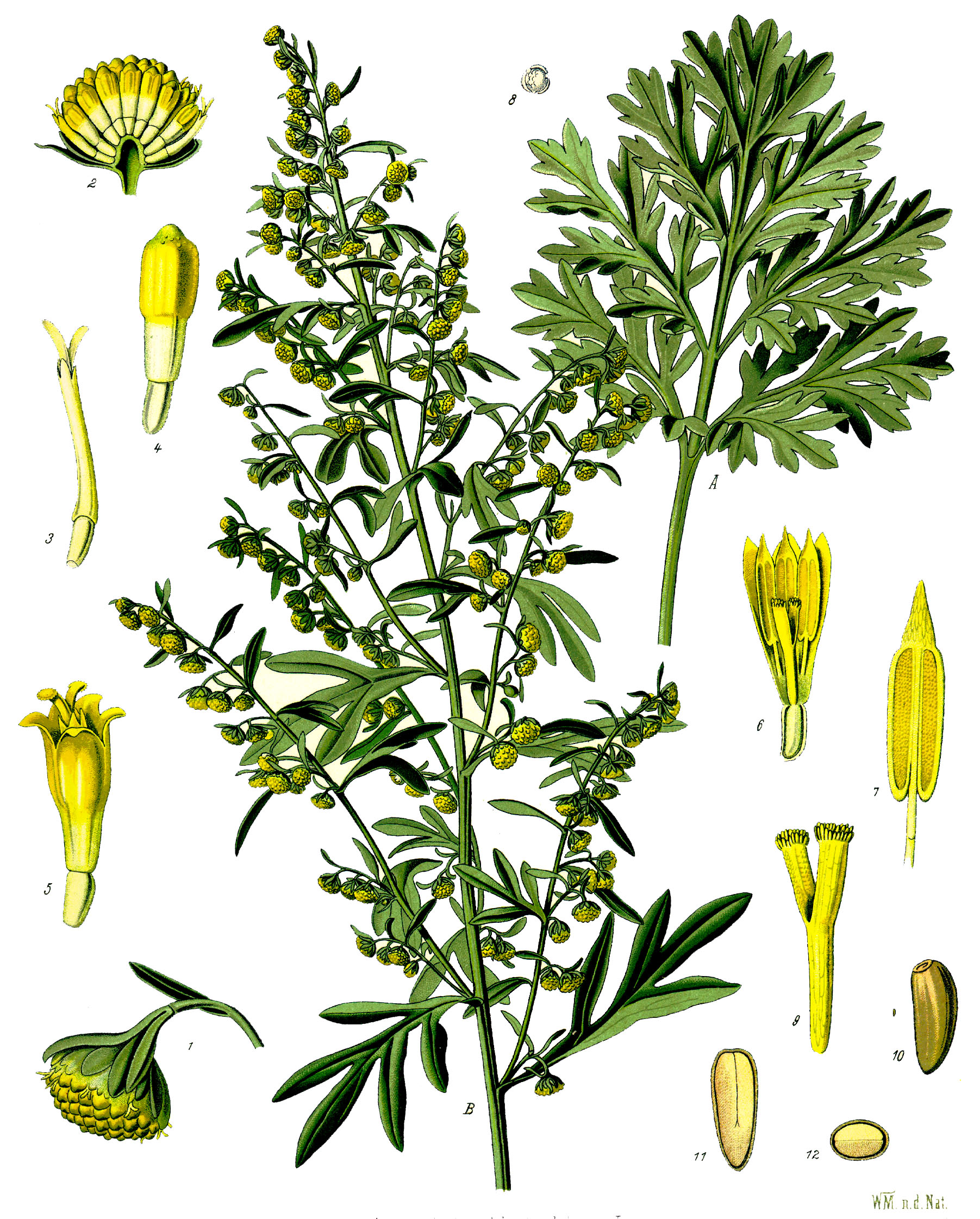
افسنتین یکی از سه گونه گیاهی است که برای تولید ابسنت مورد استفاده قرار می‌گیرد
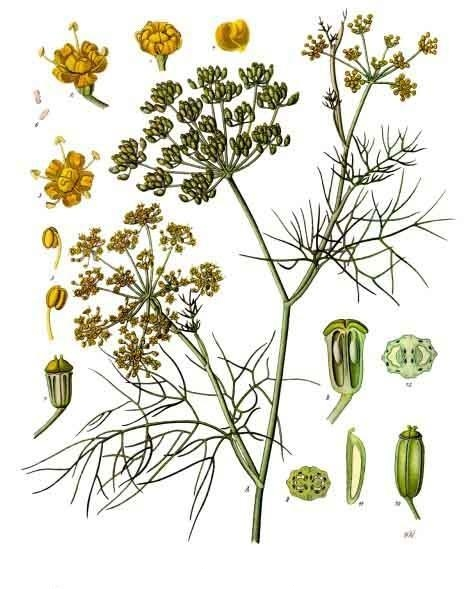
رازیانه یکی از سه گونه گیاهی است که برای تولید ابسنت مورد استفاده قرار می‌گیرد
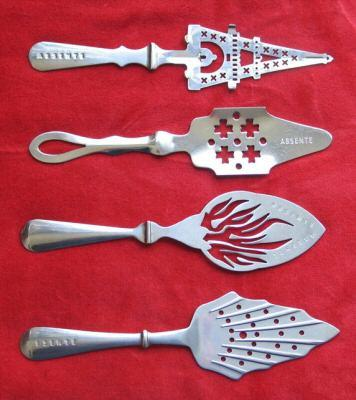
گونه‌های قاشق ابسنت
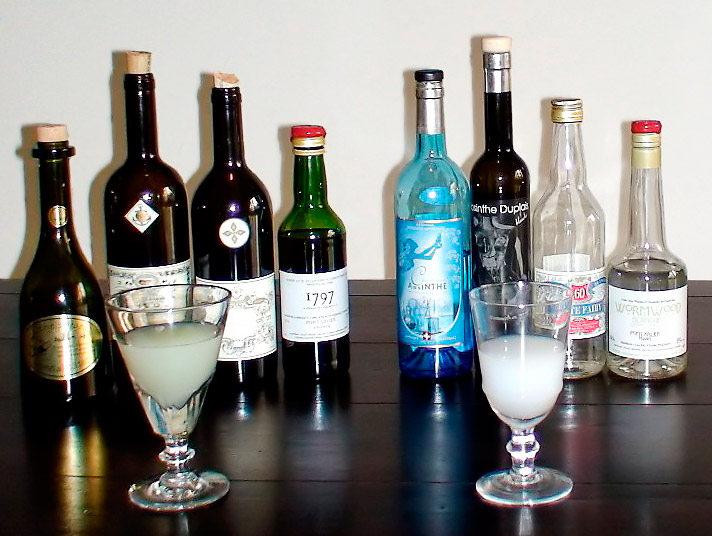
چند بطری ابسنث.